# Angela Douglas
Angela Douglas, született Angela Josephine MacDonagh, (Gerrards Cross, Buckinghamshire, Egyesült Királyság, 1940. október 29.) brit színpadi és filmszínésznő, táncosnő, énekesnő, író. Ismert az 1965-ös Folytassa, cowboy! és az 1967-es Folytassa az idegenlégióban! című filmvígjátékokból.

## Élete

### Pályája
| Angela Douglas                            | Angela Douglas                                                  |
| Kattints az alábbi külső linkek egyikére! | Kattints az alábbi külső linkek egyikére!                       |
| ----------------------------------------- | --------------------------------------------------------------- |
| Nem található szabad kép.(?)              |                                                                 |
| külső link · jogvédett                    | Jelhi hercegnő a „Folytassa a Khyber-szorosban!” c. vígjátékban |

Közép-Angliában, a buckinghamshire-i Gerrards Cross-ban született. Szülei éttermeket üzemeltettek. Őt magát apja volt főnökéről, Angelinóról nevezték, aki az ő születése körül halt meg. Tizenéves korában kezdett színészkedni, 14 éves korában West Sussex-i Worthingban csatlakozott a helyi répertoire-színház társulatához, 18 évesen, 1958-ban debütált a West Enden. Modellkedett, apró szerepeket kapott televíziós filmekben és reklámfilmekben. 1961-ben kivitték Rómába, ahol három hónapon át statisztaként részt vett Joseph L. Mankiewicz Kleopátra című monstre történelmi filmjének aktuális forgatási munkáiban (a forgatás 1958–1963 között, több éven át zajlott). Itt ünnepelte 21. születésnapját.
Visszatérése után szerepet kapott a népszerű televíziós rendőrfilm-sorozatban, a Z Cars-ban. 1962-ben Bristolba ment, a Clive Donner rendezte Some People forgatására. A 22 éves Angela itt ismerkedett meg későbbi férjével, a 47 éves házasemberrel, a pályája csúcsán álló Kenneth More filmsztárral. 1968-ban összeházasodtak. A következő években Angela sok vezető rendezővel dolgozott együtt Angliában és Hollywoodban (Ted Kotcheffel, Christopher Morahannel, Bryan Forbesszal, J.Lee Thompsonnal, és Peter Ustinovval).
1963-ban szerepelt a Minden megtörténhet-ben Tommy Steele-lel, 1965-ben A színész-ben Kenneth More-ral és a Maroc Seven-ben Gene Barry mellett. 1965–67 között Gerald Thomas Folytassa-vigjátéksorozatának négy egymás követő filmjében játszott főszerepet (cowboy, sikoltozva, idegenlégió, Khyber). Emellett sok televíziós sorozatban is szerepelt, köztük az Bosszúállók-ban (The Avengers), az Az Angyal kalandjaiban, a Jason King-ben, a Brown atyában, stb.
1968-ban férjhez ment Kenneth More-hoz, 1969-ben elvesztette közös gyermeküket, ez megviselte, de 1970-től visszatért a színpadra. Hongkongban forgatta a Something’s Afoot c. musicalt, Virginia McKennával és George Cole-lal. Torontóban színpadra állt, a The Scenario darabban, Trevor Howarddal. Visszatérve Londonba a Savoy Színház Killing Jessica darabjában Patrick Macnee, David Langton, Jennie Linden és Liz Robertson oldalán. 1973-ban szerepelt a Digby, a világ legnagyobb kutyája c. családi filmben.
1979-től férjének betegsége és halála miatt Angela több évre visszavonult, az 1980-as évek közepén tért vissza. Azóta rendszeres szerepeket kap népszerű televíziós sorozatokban, és kiemelkedő mozifilmekben is, így Kenneth Branagh 1996-os Hamletjében, 1998-ban a Mint az árnyék (Shadow Run) thrillerben, Michael Caine oldalán, 1999-ben A szerelem forgandó-ban és A gyávaság tollai-ban Heath Ledgerrel. Számos tévésorozatban kapott megjelenést, köztük Ki vagy, doki? 1989-es epizódjaiban.
A 2010-es években megírta első regényét, Josephine: An Open Book címmel, melyben a zajló 1960-as éveket írja le, számos önéletrajzi utalással. A könyv 2018-ban jelent meg.

### Magánélete
1962-ben Bristolban a Some People forgatásán megismerkedett a nála 26 évvel idősebb Kenneth More (1914–1982) színésszel. Viszonyba keveredtek, amit a korabeli sajtó élénken szellőztetett, mert More nős ember volt. A korabeli törvények szerint a válás körülményes volt, éveken át tartó huzavona után mondták ki, majd 1968. március 17-én házasodhattak össze. 1969-ben Angela elveszítette nehezen viselt terhességét. Több filmben szerepelt együtt More-ral. 1979-ben férjénél Parkinson-kórt állapítottak meg, Angela visszavonult az aktív filmezéstől és férje ápolásának szentelte magát 1982. július 12-ig, More haláláig. Utána másfél éven át írta önéletrajzát, mely „Swings and Roundabouts” címmel folytatásokban jelent meg a Daily Mail-ben. A szakma és a kritika jól fogadta, a Mail on Sunday-ben a femail  rovatban rendszeres kolumnát kapott. A Daily Telegraph kiküldte Los Angelesbe, hogy onnan riportokat írjon, később más magazinok is munkát ajánlottak neki. Amikor visszatért, elárasztották filmajánlatokkal.
1989-ben egy Marsha Hunt által rendezett háziünnepségen megismerkedett Bill Bryden sikeres skót színpadi rendezővel. 2009-ben a New York-i városházán összeházasodtak, azóta Dél-Londonban élnek.

## Műve
- Angela Douglas. Swings and Roundabouts, SKU: 978-1-78196-019-6, Fantom Publishing (2013). ISBN 978-1781960196. Hozzáférés ideje: 2021. március 5.

## Főbb filmszerepei
- 1961: Coronation Street, tévésorozat, Eunice Bond
- 1961: A változás szele (The Wind of Change), Denise
- 1961: Nem kell kopogni (Don’t Bother to Knock), amerikai lány
- 1962: Some People, Terry
- 1963: The Gentle Terror, Nancy  (főszerep)
- 1963: Minden megtörténhet (It’s All Happening), Julie Singleton
- 1963: Z Cars, tévésorozat, Sally Morrison / Jayne Maple / Nelly Clegg
- 1964: A színész (The Comedy Man), Fay Trubshaw
- 1965: Folytassa, cowboy! (Carry On Cowboy), Annie Oakley
- 1966: Folytassa sikoltozva! (Carry On Screaming), Doris Mann
- 1967: Az Angyal kalandjai (The Saint) tévésorozat, The Death Game epizód, Jenny Turner
- 1967: Maroc Seven, Freddie
- 1967: Üvöltő szelek (Wuthering Heights), tévésorozat, Isabella Linton
- 1967: Folytassa az idegenlégióban! (Follow That Camel), Lady Jane Ponsonby
- 1967: Folytassa a Khyber-szorosban! (Carry On… Up the Khyber), Jelhi hercegnő
- 1961–1969: Bosszúállók (The Avengers), tévésorozat, Miranda / Beth Wilkinson
- 1969: Detective, tévésorozat, Sally Morgan
- 1971: Doktor tojáshéj (Doctor at Large), tévésorozat, Allison
- 1972: Jason King tévésorozat, Zenia / Dana
- 1973: Digby, a világ legnagyobb kutyája (Digby: The Biggest Dog in the World), Janine
- 1974: Brown atya (Father Brown), Petra Merton
- 1975: Goose with Pepper, Sarah
- 1989: Ki vagy, doki? (Doctor Who), tévésorozat, Doris Lethbridge-Stewart
- 1994: Soldier Soldier, tévésorozat, Mary Butler
- 1994: Baleseti sebészet (Casualty), tévésorozat, Jane Avery
- 1996: Hamlet, Gertrúd királyné udvarhölgye, rendező Kenneth Branagh
- 1998: Mint az árnyék (Shadow Run), Bridget
- 1999: A szerelem forgandó (This Year’s Love), Annabel
- 2000: A csalás (Deceit), tévésorozat, Anne
- 2002: A gyávaság tollai (The Four Feathers), Mary néni
- 2004: Holby Városi Kórház (Holby City), tévésorozat, Sally Stone
- 2004: Sikamlós szállítmány (The Baby Juice Express), Celestia
- 2005: Álom és szerelem (Rosamunde Pilcher), tévésorozat, Edna Brookland

## További információ
- Angela Douglas a PORT.hu-n (magyarul)
- Angela Douglas az Internetes Szinkronadatbázisban (magyarul)
- Angela Douglas az Internet Movie Database-ben (angolul)
- Angela Douglas a Rotten Tomatoeson (angolul)
- Angela Douglas az AlloCiné weboldalán (franciául)
- Angela Douglas Profile. Famousfix.com. (Hozzáférés: 2023. január 18.)
- ↑ AndrewRoss:  Andrew Ross. Carry On Actors: The Complete Who’s Who of the Film Series (angol nyelven). Fantom Publishing (2015). ISBN 1-906358-95-8
- ↑ RobertRoss:  Robert Ross. The Carry On Companion. London: B.T. Batsford (2002). ISBN 0-7134-8771-2
- Carry On Line: Official Website of the Carry On films Archiválva 2021. január 25-i dátummal a Wayback Machine-ben